# Bundesvision Song Contest 2011
De Bundesvision Song Contest 2011 vond plaats in Keulen, nadat Unheilig het festival het voorgaande jaar won met Unter deiner Flagge.

## Locatie
Het was de eerste keer in de geschiedenis dat het festival werd gewonnen door Noordrijn-Westfalen, maar het festival werd al voor de tweede keer werd georganiseerd door deze deelstaat. Ook de eerste editie, in 2005, werd in Noordrijn-Westfalen georganiseerd, toen in Oberhausen.

## Winnaar
Berlijn won dit jaar voor de derde keer de Bundesvision Song Contest. Tim Bendzko zorgde voor deze prestatie, met zijn nummer Wenn Worte meine Sprache wären. Bremen eindigde op de tweede plaats, Nedersaksen vervolledigde het podium. Gaststaat Noordrijn-Westfalen eindigde op de zevende plek, Sleeswijk-Holstein ging voor het eerst met de rode lantaarn naar huis.

## Uitslag
| Plaats | Staat                     | Taal           | Artiest                 | Lied                                                       | Punten |
| ------ | ------------------------- | -------------- | ----------------------- | ---------------------------------------------------------- | ------ |
| 1      | Berlijn                   | Duits          | Tim Bendzko             | Wenn Worte meine Sprache wären                             | 141    |
| 2      | Bremen                    | Duits          | Flo Mega                | Zurück                                                     | 111    |
| 3      | Nedersaksen               | Duits          | Bosse & Anna Loos       | Frankfurt Oder                                             | 102    |
| 4      | Baden-Württemberg         | Duits          | Glasperlenspiel         | Echt                                                       | 91     |
| 5      | Saksen                    | Duits          | Kraftklub               | Ich will nicht nach Berlin                                 | 89     |
| 6      | Rijnland-Palts            | Duits          | Jupiter Jones           | ImmerfürImmer                                              | 86     |
| 7      | Noordrijn-Westfalen       | Duits          | Frida Gold              | Unsere Liebe ist aus Gold                                  | 76     |
| 8      | Hamburg                   | Duits          | Thees Uhlmann           | Zum Laichen und Sterben ziehen die Lachse den Fluss hinauf | 66     |
| 8      | Mecklenburg-Voor-Pommeren | Duits          | Jennifer Rostock        | Ich kann nicht mehr                                        | 66     |
| 10     | Beieren                   | Duits          | Andreas Bourani         | Eisberg                                                    | 26     |
| 11     | Saarland                  | Duits en Frans | Pierre et les Charmeurs | Ganz Paris ist eine Disco                                  | 17     |
| 12     | Thüringen                 | Duits          | Alin Coen Band          | Ich war hier                                               | 13     |
| 13     | Brandenburg               | Duits          | Doreen                  | Wie konntest du nur?                                       | 12     |
| 13     | Hessen                    | Duits          | Juli                    | Du lügst so schön                                          | 12     |
| 13     | Saksen-Anhalt             | Duits          | Flimmerfrühstück        | Tu's nicht ohne Liebe                                      | 12     |
| 16     | Sleeswijk-Holstein        | Duits          | Muttersöhnchen          | Essen geh'n                                                | 8      |

## Terugkerende artiesten
| Deelstaat                 | Artiest          | Eerdere deelname               |
| ------------------------- | ---------------- | ------------------------------ |
| Hessen                    | Juli             | Hessen 2005                    |
| Mecklenburg-Voor-Pommeren | Jennifer Rostock | Mecklenburg-Voor-Pommeren 2008 |

2005 · 2006 · 2007 · 2008 · 2009 · 2010 · 2011 · 2012 · 2013 · 2014 · 2015
Baden-Württemberg · Beieren · Berlijn · Brandenburg · Bremen · Hamburg · Hessen · Mecklenburg-Voor-Pommeren · Nedersaksen · Noordrijn-Westfalen · Rijnland-Palts · Saarland · Saksen · Saksen-Anhalt · Sleeswijk-Holstein · Thüringen